# 東京学館新潟高等学校
東京学館新潟高等学校（とうきょうがっかんにいがたこうとうがっこう）は、新潟県新潟市中央区鐘木にある私立高校である。学校法人鎌形学園が運営し、系列校に千葉県に東京学館高等学校、東京学館浦安高等学校、東京学館船橋高等学校がある。

## 概要
- 普通科校で、2年時で7コースに分かれる。2018年度から新コース制へ移行した。2017年度から50分7限授業に変更して7限終了後に自由参加の独自講習メニュー「TGNタイム」を設ける。夏期と冬期の長期休暇に進学講習会を主催する。平成18年度文部科学大臣表彰の朝読書、書道や短歌教育、「論理的思考力」構築授業などを実施して日本語力向上を図る。
- ベネッセコーポレーションの英語コミュニケーション能力テストGTEC for studentsによる認定制度で、平成20年度から8年連続で英語力向上校に認定される。
- バスケットボール部や男子テニス部はたびたび全国大会に出場するほか、男女フェンシング部など特徴的な活動もある。
- 野球部は2023年に第105回全国高等学校野球選手権大会新潟県大会決勝で、6-5で中越高校に勝利して全国大会へ初出場した[1]。
- 平成30年度2年生から新コースAGEを設けて思考力、表現力を涵養する。

## 沿革
- 1983年（昭和58年） - 設置が認可されて第1回入学式を催す。
- 1984年（昭和59年） - 開校記念、校旗樹立、校歌制定式典を催す。
- 1993年（平成5年） - 新潟県高等学校体育連盟「スポーツ年間最優秀校」（男子）初受賞
- 1998年（平成10年） - 新潟県高等学校体育連盟「スポーツ年間最優秀校」男女受賞

## 設置課程
- 普通科
  - Aコース - Academic コース（I類　文系／理系　II類　文系／理系）
  - Gコース - General コース（文系／理系）
  - Eコース - Expert コース（アスリートタイプ／キャリアタイプ）

## 著名な出身者
- 天尾美貴 - 柔道家
- 猪又秀和 - 柔道家
- 奥山達之 - 元プロサッカー選手。元アルビレックス新潟、元同チーム・レディース監督。元同チーム新潟ジュニアユース・U-15監督。
- 小林志郎 - 円盤投の元日本学生記録保持者。現新潟医療福祉大学健康スポーツ学科講師[2]、兼同大学陸上競技部監督
- 本間愛美 - Wリーグ女子バスケットボール　元新潟アルビレックスBBラビッツ。
- Hánna - シンガーソングライター　新潟テレビ21 (UX) 25周年記念番組にいがた恋詩のテーマソングに抜擢。
- TOC - Hilcrhyme
- 石崎光 - ギタリスト、音楽プロデューサー、編曲家
- 高橋裕二郎 - プロレスラー、新日本プロレス所属
- 高井佑典 - a crowd of rebellionのベーシスト
- 千葉歩 - 女子バスケットボール選手、東京羽田ヴィッキーズ、元シャンソンVマジック、元新潟アルビレックスBB
- 葉月みなみ - 歌手
- 石川大雅 - ホルムホンFC（モンゴル） - SFI台北（台湾） - ホルムホンFC（モンゴル）- FCガンザサール・カパン（アルメニア） - メンディオラFC（フィリピン） - ルアンパバーンFC（ラオス）- ダイナミック・ハーブ・セブFC（フィリピン）

## 交通
- 新潟交通 S1 市民病院線 「東京学館前」バス停から徒歩
- 江南区区バス 「東京学館前」バス停から徒歩
- 新潟交通 S7 スポーツ公園線 「産業振興センター前」バス停から徒歩約3分
「東京学館前」バス停は上記のほかに僅少だがS52系統・E83M系統も停車する。
※いずれも2019年3月改正時点[3]。

開校当初は近隣を経由する公共交通がなく、学校が新潟交通へ観光バスチャーターを依頼し、事前に学校独自の定期券を購入した生徒と職員のみを対象に、新潟駅南口から当校までを結ぶスクールバスを運行した。のちに一般バス路線が相次ぎ開設される。
2015年現在、スクールバスは西新潟A・B（内野四ツ角発着、坂井輪・関屋経由／小新アピタ前ー小針経由）、黒埼・白根（大野仲町発着、白根・小須戸・新津西部・酒屋経由）新津・五泉、南浜の路線を運行している。
かつて駅南（新潟駅南口発着）を運行したが、2014年度に終了した。以後は駅南発「S7 スポーツ公園線」などを利用する。

## 関連校
- 東京学館高等学校
- 東京学館浦安高等学校
- 東京学館船橋高等学校